# European Conference on Computer Vision

European Conference on Computer Vision (ECCV) est une conférence en vision par ordinateur bisannuelle organisée par la communauté scientifique de vision par ordinateur, en alternance avec ICCV.
Elle est considérée comme l'une des meilleures conférences de vision par ordinateur, aussi prestigieuse que CVPR ou ICCV. Les taux d'acceptation des articles sont néanmoins comparables, de l'ordre de 25 % pour les posters et moins de 5 % pour les présentations orales,,.
Comme la plupart des conférences en Informatique, ECCV comprend des tutoriels, des sessions techniques et des séances posters. Néanmoins, il n'y a pas de séances en parallèle, de manière à pouvoir assister à toutes les présentations. La relecture des articles s'effectue en double aveugle. La conférence se déroule généralement sur quatre à cinq jours.

## Conférences passées
Les comptes-rendus des conférences sont généralement publiés en plusieurs volumes par Springer, dans la série LNCS (Lecture Notes on Computer Science).
| Année | Ville (Pays)                     | Notes (site, articles) |
| ----- | -------------------------------- | ---------------------- |
| 2018  | Munich (Allemagne)               | site                   |
| 2016  | Amsterdam (Pays-Bas)             | site                   |
| 2014  | Zurich (Suisse)                  | site articles          |
| 2012  | Florence (Italie)                | site articles          |
| 2010  | Hersónissos (Grèce)              | site articles          |
| 2008  | Marseille (France)               | site articles          |
| 2006  | Graz (Autriche)                  | site articles          |
| 2004  | Prague (République Tchèque)      | site articles          |
| 2002  | Copenhague (Danemark)            | site articles          |
| 2000  | Dublin (Irlande)                 |                        |
| 1998  | Fribourg (Allemagne)             |                        |
| 1996  | Cambridge (Royaume-Uni)          |                        |
| 1994  | Stockholm (Suède)                |                        |
| 1992  | Santa Margherita Ligure (Italie) |                        |
| 1990  | Antibes (France)                 |                        |